# Cratichneumon insignitus
Cratichneumon insignitus là một loài tò vò trong họ Ichneumonidae.